# (464065) 2014 WK253
(464065) 2014 WK253 es un asteroide perteneciente al cinturón de asteroides, descubierto el 2 de febrero de 2008 por el equipo Spacewatch desde el Observatorio Nacional de Kitt Peak (Arizona, Estados Unidos).